# Metoda 360 stopinj
Metoda 360 stopinj (angl. 360 degree feedback) je metoda, ki jo omenjajo v človeških virih ali psihologiji dela in organizacije. Znana je tudi kot metoda več ocenjevalcev ali povratna informacija iz več virov, je povratna informacija, ki jo podajo delavčevi podrejeni, njegovi sodelavci, nadrejeni, oceni se tudi sam. Metoda lahko vključuje tudi povratno informacijo od zunanjih virov, kot so stranke, dobavitelji ali ostali, ki imajo pri organizaciji ali podjetju interes. Lahko bi jo opisali tudi kot nasprotje »povratni informaciji navzgor«, pri kateri dobijo direktorji in vodje povratno informacijo z neposrednimi poročili ali tradicionalno oceno uspešnosti, kjer zaposlene najpogosteje ocenjujejo njihovi vodje.  
Rezultate ocene po metodi 360 stopinj pogosto uporabljajo osebe, ki prejmejo povratne informacije, da bi lahko načrtovale in organizirale specifične poti pri svojem profesionalnem razvoju. Organizacije uporabljajo rezultate za sprejemanje administrativnih odločitev v povezavi s plačami in napredovanjem zaposlenih. Ko metodo uporabljajo tako, potem je njen namen ocenjevalen, zato jo mnogokrat imenujejo tudi »metoda ocene 360 stopinj«. Obstaja veliko nesoglasij o tem, ali bi metodo 360 stopinj uporabljali le za namene razvoja posameznika ali pa bi jo uporabljali tudi za ocenjevanje.

## Zgodovina
Z zbiranjem povratnih informacij iz več virov je prva začela nemška vojska, ki je želela oceniti svojo uspešnost med Drugo svetovno vojno.  Tudi drugi so v tem obdobju raziskovali uporabo povratnih informacij iz več virov s pomočjo koncepta akcijskega eksperimenta (T-groups).
Eno izmed prvih zabeleženih raziskav, ki je želela pridobiti informacije o zaposlenih, so izvedli v 50ih letih v raziskovalnem centru inženirskega podjetja Esso Research and Engineering.  Od takrat je ideja metode 360 stopinj dobila dodaten zagon in tako so do 90ih let razumeli to metodo strokovnjaki za človeške vire in strokovnjaki na področju psihologije dela in organizacije. Težava je bila, da je zbiranje in primerjanje povratnih informacij zahtevalo veliko kompleksnih izračunov ali pa veliko časa. Izračuni so predstavljali problem vsem tistim, ki so metodo izvajali, časovne zamude pa so povzročile postopen upad naročnikov te metode. 
Kljub temu je zaradi možnosti, da izvedejo ocene kar po svetovnem spletu, metoda 360 stopinj postajala vedno bolj priljubljena.  Danes uporablja povratno informacijo iz več virov že več kot ena tretjina ameriških podjetij.  Drugi pravijo, da 90 % od vseh 500 podjetij s seznama revije Fortune uporablja takšne povratne informacije.  V zadnjih letih so spletne storitve z vedno večjim naborom koristnih možnosti postale stalnica v razvoju družb (jeziki, primerjalno poročanje in združeno poročanje). 

## Natančnost metode
Študija, ki je proučevala vzorce točnosti ocenjevalcev, je pokazala, da ima čas poznavanja ocenjevanega posameznika najpomembnejši učinek na točnost metode 360 stopinj. Ocene subjektov, ki so se uvrstili v kategorijo, da ocenjevanega posameznika poznajo od enega do treh let, so se izkazale za najbolj točne, sledijo jim ti, ki posameznike poznajo manj kot eno leto, za tem subjekti, ki posameznike poznajo od tri do pet let, in najmanj točni so bili tisti, ki so ocenjevane posameznike poznali več kot pet let. Študija je zaključila, da dajejo najbolj točne ocene tisti, ki ocenjevanega posameznika poznajo dovolj dolgo, da so že presegli prvi vtis, vendar ne tako dolgo, da bi lahko posameznika favorizirali.
Povratne informacije iz več virov velikokrat prikažejo nasprotujoča mnenja, zato je težko določiti, katera informacija je točna.  Študije so pokazale tudi, da so samoocene večinoma pomembno višje kot ocene, ki jih podajo drugi.

## Rezultati raziskav
Veliko raziskav   nakazuje, da uporaba metode 360 stopinj pomaga pri izboljšanju uspešnosti zaposlenih tako, da pomaga ocenjevanemu posamezniku videti svoje delo iz več perspektiv. V 5-letni raziskavi so ugotovili, da do izboljšanja povprečnih ocen ni prišlo med prvim in drugim letom, ampak šele med drugim in tretjim ter tretjim in četrtim letom. Nekateri raziskovalci so ugotovili, da se je izboljšala uspešnost dela med prvim in drugim ocenjevanjem, prav tako pa se je to izboljšanje ohranilo še dve leti. Dodatne raziskave so pokazale, da je metoda 360 stopinj lahko učinkovita tudi za napovedovanje uspešnosti zaposlenih. 
Pozitivne učinke po aplikaciji metode 360 stopinj so opazili le pri tistih, ki so na pogladi rezultatov ustrezno ukrepali – tako, da so se osredotočili na lastno učinkovitost in si postavili cilje.  Pomembno je tudi to, kako so ocenjeni posamezniki zaznavali želeno spremembo v vedenju – te, ki so si je zavedno želeli, so bili pri uresničevanju uspešnejši. 
Kljub temu nekaj avtorjev meni, da je pri metodi 360 stopinj preveč skritih spremenljivk, da bi jo lahko uporabljali za splošno oceno učinkovitosti zaposlenih.  Bracken in ostali   se osredotočajo na procesne spremenljivke, ki bi prav tako lahko imele pomemben učinek na spremembo vedenja. Greguras in Robie sta opazovala, kako število ocenjevalcev pri posamezni kategoriji (direktno poročanje, strokovni sodelavec, vodja) vpliva na zanesljivost povratne informacije. Njuna raziskava je pokazala, da so direktne ocene najmanj zanesljive, zato je pri teh potrebno imeti več ocenjevalcev, da bi bil rezultat zadovoljiv. Veliko raziskav     je pokazalo, da ima razpon ponujenih ocen velik učinek na rezultate in da so nekatere ocenjevalne lestvice boljše kot druge. Goldsmith in Underhill poročata o pomembnem vplivu ocenjevanega posameznika, ki je z ocenjevalci razpravljal o njihovih rezultatih. Uporaba povzetkov rezultatov metode in predlogov za izboljšave lahko služijo za maksimiziranje pripravljenosti za spremembo vedenja, ki bi izboljšala učinkovitost pri delu. Vendar pa je pomembno upoštevati, da imajo osebe, ki aplicirajo metodo 360 stopinj, dovolj metodološkega in statističnega znanja, da lahko popolnoma pojasnijo in interpretirajo rezultate vsem zaposlenim.
Medkulturne študije nakazujejo, da imajo razlike v vrednotah, normah in prepričanjih pomemben vpliv na samoocenjevanje in ocenjevanje drugih. Zato je pomembno, da osebe, ki aplicirajo metodo 360 stopinj, dobro poznajo in razvijajo medkulturne kompetence in znanje o pomembnih normah, vrednotah in zgodovini. 
Drugi pomembni dejavniki, ki vplivajo na spremembe vedenja, so način izbora ocenjevalcev, odobravanje vodstva, kvaliteta uporabljenih tehnik (zanesljivost in veljavnost), trening in strategija ocenjevalcev, trening ocenjevanih posameznikov, trening vodij, usmerjenost, integracija s sistemi upravljanja človeških virov in delitev odgovornosti 
Nekateri raziskovalci trdijo, da uporaba ocen iz več virov ne izboljša uspešnosti podjetja. Študija iz leta 2001 je ugotovila, da je metoda 360 stopinj povezana z 10,6-odstotnim upadom tržne vrednosti in da ni dokazov, ki bi potrdili, da ta metoda zares poveča produktivnost, zadržuje zaposlene, zmanjša krivice ali pa je boljša od drugih metod prisilnega razvrščanja ali standardnih metod za ocenjevanje. 
Maury Peiperl, vodja Stanfordske uprave, je predstavila štiri paradokse, ki pojasnjujejo, da metoda 360 stopinj ne nudi točnih informacij. Prvi paradoks, paradoks vlog, pravi, da je ocenjevalec v konfliktu, ker je v vlogi soocenjevalca in sodnika. Paradoks izvedbe skupine opozarja, da zaposleni večino dela opravijo v skupinah, in ne individualno. Paradoks merjenja pokaže, da so kvalitativne ali medosebne tehnike veliko bolj učinkovite za blaženje sprememb. Paradoks nagrad pa pokaže, da so posamezniki, ki ocenjujejo ostale zaposlene, veliko bolj zainteresirani za nagrado, ki je povezana z opravljeno nalogo ocenjevanja, kot pa z ocenjevanjem samim 
Dodatne raziskave  niso našle korelacij med rezultati ocen zaposlenega in ocen nadrejenega o izvedbi dela zaposlenega (ocene od zgoraj navzdol). Čeprav je lahko metoda 360 stopinj učinkovita za ocenjevanje,  so študije predlagale, da se uporablja s previdnostjo.  Ena raziskava je pokazala, da so rezultati uspešnosti po metodi 360 stopinj in metodi ocene uspešnosti različni, in bi zato morali za ocenjevanje celotne uspešnosti uporabljati obe metodi: metodo 360 stopinj in tradicionalne ocene uspešnosti 